# Velkopavlovická meruňka
Meruňka velkopavlovická (Prunus armeniaca 'Velkopavlovická', neformálně Prunus magnapavliciana či dokonce  Magnapavliciana vulgaris) je kultivar meruňky obecné, který je speciálně vyšlechtěný ve Velkých Pavlovicích. Je z rozsáhlého rodu slivoň (Prunus), kam patří také broskvoň, třešeň nebo švestka.

## Původ
Meruňka pochází z Číny. Do Evropy se dostala přes Arménii počátkem letopočtu, do Česka se rozšířila z Itálie, přes Slovinsko, Štýrsko a Rakousy.  Název "meruňka" má arménský původ a to jako odvozenina z arménského slova „Armeniaca“.

## Vývoj velkopavlovické odrůdy
První zmínky o vývoji velkopavlovické odrůdy pocházejí ze 14. století, kdy již nastala jistá diferenciace oproti meruňce obecné a to díky tamějšímu vlhkému a horkému klimatu. Místní farmáři a pěstitelé během několika století dovedli tento druh k vlastní individualitě a všeobecné oblíbenosti. Negativum této odrůdy je však poměrně velká náchylnost k parazitům a stromovým plísním. Úroda těchto stromů dosahuje vrcholu každé tři roky.

## Plody
Velkopavlovická odrůda je tvarem velmi podobná jako meruňka obecná. Liší se pestřejším oranžovo- žlutým zabarvením a zejména v kvalitě plodu samého. Má větší cukernatost a s tím související sladší chuť a měkkčí strukturu. 

## Pálenka
Díky vysoké cukernatosti a též odlišné chuti je z této odrůdy vyráběna jedna z nejjemnějších a nejchutnějších meruňkových pálenek tzv. "meruňkovica". Kvalita pálenky z velkopavlovické odrůdy je všeobecně uznávána jako 1. klasa  v rámci ČR i mezinárodně. Chuť je velmi charakteristická, definuje ji při požití lehce ostrý nástup, který se promění v příjemnou ovocnou chuť, jež se prolíná všemi lidskými smysly. Po polknutí zanechává v ústech příjemný pocit zralých meruněk. Ideální obsah alkoholu pálenky je v rozmezí 51%- 53%. Samotná pálenka je považována za poměrně vzácnou, jelikož průměrná roční produkce nedosahuje vysokých hodnot (jako je tomu u meruňky obecné) a to vzhledem k nepravidelné úrodnosti.